# 1170 w polityce

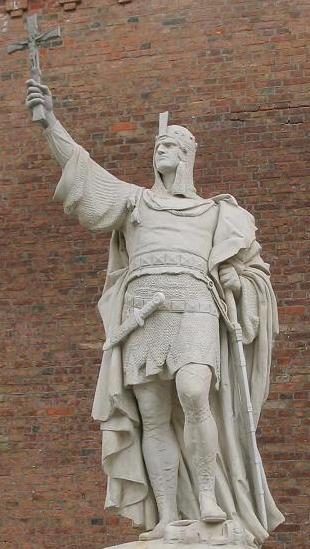
Albrecht Niedźwiedź

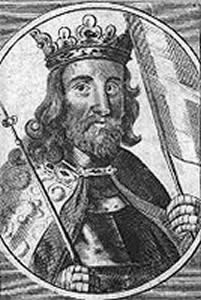
Waldemar II Zwycięski

Wydarzenia polityczne w 1170 roku.

## Urodzili się
- Waldemar II Zwycięski, król Danii.

## Zmarli
- 18 listopada Albrecht Niedźwiedź, margrabia Marchii Północnej[1].
- 29 grudnia Tomasz Becket, zamordowany przez rycerzy Henryka II[2][3][4].